# Dicranota rhododendri
Dicranota rhododendri är en tvåvingeart som beskrevs av Alexander 1966. Dicranota rhododendri ingår i släktet Dicranota och familjen hårögonharkrankar. Inga underarter finns listade i Catalogue of Life.